# Нова Зора
Нова Зора је часопис за књижевност и културу, покренут у Билећи 2004. године у издању СПКД "Просвјета" Билећа, гдје се налази и сједиште редакције Нове Зоре.
Од самог почетка, захваљујући уређивачкој политици, а посебно умјешности и креативности главног и одговорног уредника, књижевника Радослава Братића, чланова Савјета и Редакције, као и ангажовању билећке "Просвјете", ово књижевно гласило је доживјело изузетан пријем и популарност код писаца и читалаца широм српског културног простора. Штампа се у око 1500 примјерака и, као обимна књига, излази четири пута годишње и шаље се на преко 1200 адреса у Републици Српској, Србији, Црној Гори и дијаспори. До сада је изашло 45 бројева.
Нова Зора је резултат Ћоровићевих сусрета писаца у Билећи. Часопис је до сада три пута добио годишњу премију Министарства просвјете и културе као најбољи у Републици Српској.